# Aley
Aley – przysiółek w Anglii, w Somerset. Leży 12 km od miasta Bridgwater, 13,9 km od miasta Taunton i 219,2 km od Londynu. Aley jest wspomniana w Domesday Book (1086) jako Ailgi/Aili.